# Ule Ritgen
Ule Ritgen är en tysk basist som har spelat med Uli Jon Roth, Electric Sun och Zeno Roth innan han startade sitt band Fair Warning.
En stor anledning till att Electric Sun blev stora under början av 1980-talet var just Uli Jon Roths och Ule Ritgens otroliga teknik på sina instrument. Ritgens teknik visas speciellt i låtar som Earthquake, Cast away your chaines och Just another rainbow.